# Cassandra Sundin
Cassandra Helena Margareta Sundin, född 4 september 1991 i Indals församling i Västernorrlands län, är en svensk politiker (sverigedemokrat). Hon är ordinarie riksdagsledamot sedan 2014, invald för Jämtlands läns valkrets sedan 2018 (dessförinnan Östergötlands läns valkrets 2014–2018).
Sundin är bosatt i Sundsvall och är ordförande för Sverigedemokratisk Ungdom i Västernorrlands län samt engagerad i SD-kvinnor.
Hon har studerat kurser i bland annat statsvetenskap, sociologi och genusvetenskap vid Uppsala universitet och Mittuniversitetet.
I riksdagsvalet 2014 blev Sundin ersättare. Hon utsågs till ny ordinarie riksdagsledamot från och med 30 september 2014 sedan Peter Lundgren avsagt sig uppdraget som riksdagsledamot.
Inför riksdagsvalet 2022 valde Sundin att inte återkandidera till riksdagen. Efter valet blev hon invald i Östersunds kommunfullmäktige och sedermera vald till vice ordförande i Kultur- och fritidsnämnden.